# Castillo de Duntrune
El castillo de Duntrune, en Argyll y Bute, Escocia, es una fortificación con planta en L cuya edificación actual data del siglo XVII, aunque partes de ella, sobre todo su cortina datan del siglo XIII o del siglo XV.
Construido sobre la orilla norteña del lago Crinan, es posible que una fortaleza prehistórica ocupaba el lugar anteriormente, aunque no quedan restos arqueológicos de ella.
Perteneciente originalmente al clan de los Campbell, tras ser asediado en el siglo XVII por Coll Ciotach o su hijo, Alasdair MacColla, a finales del siglo pasó a manos del clan de los Malcolm, sus dueños actuales, y restaurado. Fue restaurado de nuevo a mediados del siglo XX.